# Fuck the Millennium (Scooter)
Fuck the Millennium (Vykašlat se na milénium) je píseň německé skupiny Scooter z alba Back To The Heavyweight Jam z roku 1999. Jako singl vyšla píseň v roce 1999. Obal singlu vznikl během živého vystoupení ve zvláštním vydání pořadu VIVA Club Rotation, kde H.P. ukázal svůj zadek před kamerami.

## Seznam skladeb
1. Fuck the Millennium (Radio edit) – (4:14)
2. Fuck the Millennium (Extended) – (5:17)
3. New Year's Day – (6:41)

## Umístění ve světě
| Hitparáda | Umístění |
| --------- | -------- |
| Švýcarsko | 61       |
| Rakousko  | 15       |
| Finsko    | 4        |
| Švédsko   | 3        |